# Guardião da Escócia

O selo do governante do reino após a morte de Alexandre III.

Os Guardiões da Escócia foram os altos governantes militares e de facto Chefes de Estado do Reino Escocês durante o primeiro (1290–1292) e o segundo interregnos (1296–1306). Durante estes períodos, onde não havia oficialmente um monarca ocupando o trono, o Guardião exercia toda a autoridade no território. Vários homens ocuparam este posto, que acabou por moldar a política escocesa naquele período e nos anos seguintes.

## Os Guardiões
Primeiro Interregno
- William Fraser, Bispo de St Andrews
- Robert Wishart, Bispo de Glasgow
- John II Comyn, Senhor de Badenoch
- James Stewart, 5º Steward da Escócia

Segundo Interregno
- Sir Andrew Moray (1297)
- Sir William Wallace (1297–1298)
- Roberto de Bruce, Senhor de Carrick (1298–1300)
- João III Comyn (1298–1300, 1302–1304)
- William Lamberton, Bispo de St Andrews (1299–1301)
- Sir Ingram de Umfraville (1300–1301)
- John de Soules (1301–1304)
- John da Bretanha (1305–1307) e (1307–?)

Durante o reinado de David II
- Thomas Randolph (1329–1332)
- Domhnall II (1332, por dez dias)
- Sir Andrew Moray de Bothwell (1332–1333)
- Sir Archibald Douglas (1333, por três meses)
- Sir Andrew Moray de Bothwell for the second time (1335–1338)
- Robert the Steward, sobrinho do rei David II e futuro monarca Escocês. Robert foi Guardião em quatro ocasiões, período que usou para fortalecer sua posição no cenário político do país.